# Zanthoxylum compactum
Zanthoxylum compactum är en vinruteväxtart som först beskrevs av Huber och De Albuquerque, och fick sitt nu gällande namn av Alma May Waterman. Zanthoxylum compactum ingår i släktet Zanthoxylum och familjen vinruteväxter. Inga underarter finns listade i Catalogue of Life.